# Anneli Olsson (friidrottare)
Anneli Marita Olsson, senare Johansson, född 8 juni 1952 i Lundby församling i Göteborg, är en svensk före detta friidrottare (sprinter).
Olsson tävlade för Mölndals AIK. Hon deltog i stafetten på 4×100 meter vid OS 1972, där Sverige blev diskvalificerat då de tappade stafettpinnen.